# Альбана
Альбана (итал. Albana) — сорт белого винограда, выращивается в регионе Эмилия-Романья.

## История
Вероятно, сорт выращивается со времен Древнего Рима. Название сорта происходит, скорее всего, от латинского слова «Albus» — белый. Первые письменные упоминания датируются между 1304 и 1309 годами, когда Пётр Кресценций упомянул его в своем трактате о сельском хозяйстве "Ruralia commoda", в котором написал, что из этого сорта получают мощные вина с отличным вкусом.

## Характеристики сорта
Альбана является первым итальянским сортом белого винограда, вина из которого получили высочайшую категорию качества — DOCG в 1987 году.